# Gran Campo Nevado
Il Gran Campo Nevado è un piccolo campo di ghiaccio situato nella parte meridionale della Penisola Muñoz Gamero, nel Cile, a circa 200 km a sud del Campo di ghiaccio sud patagonico.
È costituito da 27 bacini idrografici per un totale di circa 200 km² e da altri piccoli circhi glaciali e ghiacciai vallivi per ulteriori 53 km².
A partire dalle isocline delle mappe, dalle informazioni sui rilievi fornite delle immagini satellitari del Landsat TM dal 1986 al 2002 e dai dati delle foto aeree, è stato possibile ricavare un suo modello digitale di elevazione, ossia una sua rappresentazione della distribuzione delle quote in formato digitale. Inoltre, una ortofoto digitale (foto aerea corretta geometricamente tanto da essere equivalente a una mappa) basata su foto aeree scattate dal 1998 in poi e diverse altre ortofoto basate su foto aeree scattate tra il 1942 e il 1984 sono state ricavate utilizzando il modello digitale di elevazione ottenuto in precedenza.
Dal confronto delle immagini che mostrano la sua evoluzione nel tempo, si evince che, negli ultimi 60 anni, i ghiacciai del Gran Campo Nevado hanno subito un significativo arretramento. Alcuni ghiacciai hanno perso più del 20% della loro area in tale arco di tempo, mentre, nel complesso, essi si sono ritirati per il 2,8% della loro lunghezza per decennio e la riduzione della loro superficie è proceduta al ritmo del 2,4% sempre per decennio dal 1942 al 2002.